# Hypokopelates pseudoderitas
Hypokopelates pseudoderitas är en fjärilsart som beskrevs av Henry Stempffer 1964. Hypokopelates pseudoderitas ingår i släktet Hypokopelates och familjen juvelvingar. Inga underarter finns listade i Catalogue of Life.